# Eotriceratop
L'eotriceratop (Eotriceratops) és una espècie de dinosaure ceratop que va viure al Cretaci superior. Les seves restes fòssils s'han trobat a la formació del Horseshoe Canyon. El seu crani feia uns tres metres de longitud. Això fa que s'estimi la seva longitud en 12 metres, encara que altres estimacions li atorguen una longitud de 9 metres.
L'espècie tipus, E. xerinsularis, fou descrita l'any 2007 per Wu et al.